# Josephine Karungi
Josephine Karungi, là một nhà báo và nhân vật truyền hình người Uganda những người đã được bổ nhiệm làm Trưởng phòng Tin tức, tại Nation Truyền hình Uganda, trong khả năng diễn xuất, hiệu quả 01 Tháng 10 năm 2018. Ở vị trí mới, cô báo cáo trực tiếp cho Tổng Giám đốc, Biên tập, Daniel Kalinaki.

## Cuộc sống ban đầu và giáo dục
Josephine được sinh ra ở Uganda. Sau khi theo học tại các trường tiểu học và trung học địa phương, cô được nhận vào Đại học Makerere, trường đại học công lập lớn nhất và lâu đời nhất ở Uganda, nơi cô tốt nghiệp với bằng Cử nhân Truyền thông đại chúng.

## Sự nghiệp
Cô Karungi gia nhập Đài truyền hình quốc gia Uganda (NTV Uganda) vào năm 2009 với tư cách là người đưa tin tiếng Anh. Kể từ đó, cô cũng làm việc như một nhà sản xuất truyền hình và là người dẫn chương trình trò chuyện truyền hình về lối sống tối chủ nhật, Phối cảnh với Josephine Karungi. Vào tháng 10 năm 2018, cô được bổ nhiệm làm Trưởng phòng Tin tức tại NTV Uganda, thay thế Maurice Mugisha, người được Tập đoàn Phát thanh Truyền hình Nhật Bản thuê, làm Phó Giám đốc Điều hành mới của họ.

## Gia đình
Vào ngày 22 tháng 12 năm 2012, Josephine Karungi đã kết hôn với Vince Musisi, một nhà sản xuất thu âm người Uganda. Buổi lễ riêng và tiệc chiêu đãi khoảng một trăm khách được mời đã diễn ra tại Speke Resort Munyonyo, trên bờ phía bắc của hồ Victoria. Báo cáo phương tiện truyền thông từ Kampala, Uganda, chỉ ra rằng họ vẫn kết hôn, kể từ tháng 5 năm 2018. Karungi là mẹ của một đứa trẻ, sinh vào tháng 8 năm 2016, tại Vương quốc Anh.

## Những ý kiến khác
Vào tháng 1 năm 2017, tờ Daily Monitor có tên Josephine Karungi, một trong những "người có ảnh hưởng nhất trong năm 2017" của Uganda.